# Ирландия на летних Олимпийских играх 1952
Ирландия на летних Олимпийских играх 1952 года заняла 34-е место в общекомандном медальном зачёте, получив одну серебряную медаль.

## Медалисты

### Серебро
| Серебро       |                         |
| Спортсмен     | Вид спорта (дисциплина) |
| Джон Макнелли | Бокс (мужчины)          |